# Stato patrimoniale (forma di Stato)
Secondo la classificazione degli ordinamenti giuridici in base al grado di tutela giuridica che realizzano per le situazioni giuridiche soggettive, si considera Stato patrimoniale quello nel quale il sovrano può disporre del patrimonio dello Stato come meglio crede, con l'assenza di una dichiarata separazione tra il patrimonio personale e quello statale.
Il capo di stato può inoltre trattare i poteri delle istituzioni come proprietà non comune alle istituzioni, ma personale e di sua sola proprietà. Pertanto, il sovrano agisce come proprietario unico e assoluto dello Stato, che può amministrare senza limite alcuno, tramandarne la proprietà, spartirlo come vuole e gestirne la politica estera e interna come suo padrone assoluto.

## Caratteri generali
Nello Stato patrimoniale, fonte di legittimazione del potere è il diritto di proprietà della terra, dal quale discende il diritto di proprietà di tutto quanto insiste sulla medesima, comprese le persone che vi lavorano e vivono. I poteri del sovrano non sono in genere esercitati in vista di un interesse pubblico, ma solo per la difesa esterna e interna del proprio patrimonio. Spesso manca, del resto, un'organizzazione amministrativa stabile, in grado di consentire il perseguimento di fini di carattere generale. Lo Stato non è concepito come una persona giuridica a sé, restando indistinto dalla persona fisica del sovrano, di cui sono considerati rappresentanti e servitori coloro che agiscono per lo Stato.
Lo Stato patrimoniale era la forma di stato esistente in Europa durante il periodo feudale.

## Evoluzione successiva
Un'evoluzione rispetto allo Stato patrimoniale si ha quando comincia a configurarsi una tutela dei cittadini nei confronti dello Stato, anche se limitatamente ai rapporti di diritto privato concernenti il fisco, inteso come patrimonio distinto da quello della corona. Questa concezione, detta dello Stato di polizia (in un'accezione diversa da quella, assunta successivamente, di Stato nel quale l'attività degli organi di polizia ha un ruolo eccessivo e lesivo dei diritti di libertà dei cittadini), ha aperto la via all'elaborazione del diritto amministrativo, inteso come un complesso di regole cui anche gli organi della pubblica amministrazione sono soggetti. Anche se non è ancora riconosciuto ai cittadini il diritto di pretendere l'osservanza di queste regole mediante ricorso a un giudice indipendente, è però consentito di ricorrere al sovrano in via di petizione (o supplica).
Un'ulteriore evoluzione conduce allo Stato di diritto, dove lo Stato è soggetto al diritto anche nell'esercizio dei suoi poteri pubblicistici - salvo eccezioni come quelle derivanti dalla teoria dell'act of state, secondo la quale gli atti degli stati esteri fruiscono di immunità di giurisdizione - ed è perciò possibile per il cittadino ricorrere al giudice per essere tutelato contro gli atti della pubblica amministrazione. In alcuni ordinamenti, ad esempio quelli di common law, le relative controversie sono devolute agli stessi giudici competenti per le controversie tra privati, in altri, invece, sono devolute a giudici speciali (giudici amministrativi). Oggi questa forma di Stato è pressoché scomparsa se si eccettua, secondo l'opinione prevalente, lo Stato della Città del Vaticano.